# Eddie Widell

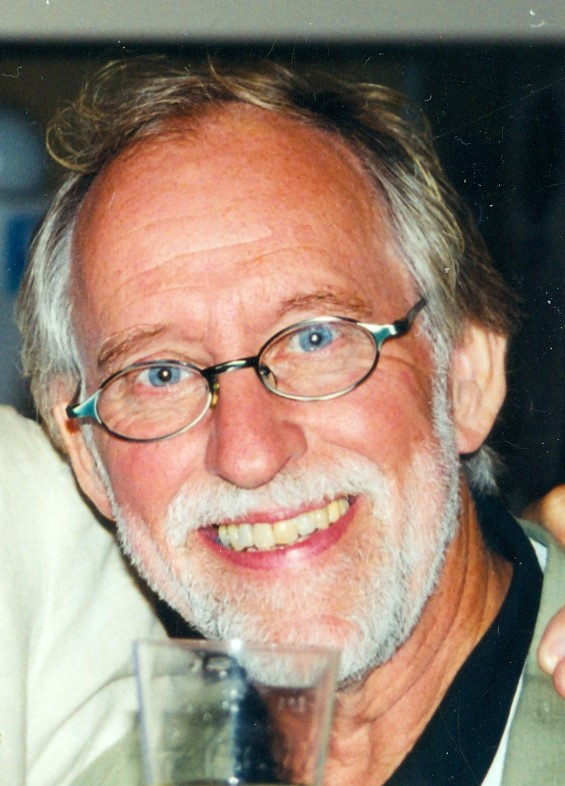
Eddie Widell vid 61 års ålder.

Eddie Lennart Widell, född 30 oktober 1938 i Bromma, död 4 januari 2003 i Lerum, var en svensk målare och art director.
Han var son till redaktören Lennart Gustaf Widell och Maine Brinkman och gift första gången 1962 med textilkonstnären May Birgitta Widell. Efter studier i reklam och bokhantverk vid Konstfackskolan i Stockholm 1957–1962 gjorde han en studieresa till Amerika och Mexiko 1962–1963. Vid sidan av sitt arbete som art director och reklamman var han verksam som konstnär och medverkade i Skånes konstförenings höstutställningar i Lund. För Bokförlaget Prisma utförde han det grafiska arbetet för en rad bokomslag. 